# ジェイムズ・ミード
ジェイムズ・エドワード・ミード（James Edward Meade、1907年6月23日 - 1995年12月22日）は、イギリスのケインズ学派の国際経済学者。
ジョン・メイナード・ケインズのケインズ経済学とジョン・ヒックスの一般均衡理論を国際経済学の分析に適用して、国際経済政策の理論を発表したことで知られる。この功績が称えられ、1977年にミードはベルティル・オリーンとともにノーベル経済学賞を受賞した。「サーカス」（ケインズサーカス）の一員であった。

## 生涯
- 1907年　イギリス南部のSwanage（ドーセット州）に生まれる。
- 幼少の頃からラテン語やギリシャ語を学ぶ。
- 1926年 マルバーン・カレッジ（高校）を卒業。
- 1926年～1930年　オックスフォード大学オーリエル・カレッジで古典学、政治学、経済学、哲学を学んだ。
- 1930年～1931年　ケンブリッジ大学トリニティ・カレッジで院生として経済学を中心に研究を行った。ケンブリッジ大学でミードはいわゆるケインズ・サークルに参加し、ケインズ革命の一翼を担った。
- 1931年　オックスフォード大学ハートフォード・カレッジの講師に就任し、1937年まで研究員としても活動を行った。
- この間、オックスフォード大学で国際連盟の議長であったギルバート・マレーや国際連盟の事務官であったマーガレット・ウィルソンと親交を持つ。
- 1933年　ミードはマーガレット・ウィルソンと結婚した。
- 1940年　イギリスの内閣官房に入る。
- 1944年　リチャード・ストーンらとともに国民経済計算を実際に算出するなど、政策的な貢献も行った。
- 1944年　ブレトン・ウッズ会議に出席。
- 1947年　ジュネーブ会議にはイギリス代表団の一員として出席。（IMFやGATTに代表される戦後の貿易・国際通貨体制の確立にも寄与した。）
- 1947年～1957年　ロンドン・スクール・オブ・エコノミクス（LSE）で経済学の教授を務める。
- 1957年～1967年　ケンブリッジ大学で政治経済学の教授を務めた。
- 1964年～1966年　王立経済学会長となる。
- 1977年　「国際貿易に関する理論および資本移動に関する理論を開拓した業績」が称えられ、ベルティル・オリーンとともにノーベル経済学賞を受賞した。
- 1995年12月22日、88歳で死去した。

## 業績
- ミードの最大の業績は、ケインズの経済学とヒックスの一般均衡理論に基づくモザック理論（Jacob L. Mosak）を国際経済学の分析に適用し、ケインズが1936年に発表した『The General Theory of Employment, Interest and Money（雇用・利子および貨幣の一般理論）』の解説書ともいえる『An Introduction to Economic Analysis and Policy（国際経済政策の理論）』を同年に発表したことである。1951年に刊行された第1巻『Balance of Payment（国際収支論）』では先進的な分野の理論展開を、1955年に刊行された第2巻『Trade and Weldare（貿易と厚生）』では規範的な理論展開を行った。
- またミードは、上掲の著作の基礎理論である一般均衡理論に関する考察も行い、イギリスの自由主義的な政策論を展開した。1952年に刊行した『A Geometry of International Trade（国際貿易の幾何学）』では一般均衡理論の幾何学的考察を、1961年に刊行した『A Neo-classical Theory of Economic Growth（経済成長の理論）』では一般均衡理論の代数学的考察を行った。
- NGDPターゲットの創始者の一人とされる[1]。

## 評価
経済学者の本間正明は「ジェイムズ・ミードの名前が一般的に認知されるようになったのは、1977年のノーベル経済学賞の受賞が直接的なきっかけである」と述べている。

## 日本語出版
- 『経済計画と価格機構――自由制社会主義の経済理論』、関嘉彦訳、社会思想研究会、1950年
- （J・ティンベルゲンと共著）『経済統合の問題　経済同盟の問題――国際経済の統合』、影山哲夫訳、1960年
- 『国際貿易の幾何学』、文雅堂書店、1963年
- 山田勇監 訳『経済成長の理論』ダイヤモンド社、1964年。NDLJP:3008098。
- 『経済学原理』（1．定常経済、2．成長経済）、大和瀬達二訳、ダイヤモンド社、1966年
- 『経済学入門――分析と政策』（上巻、下巻）、北野熊喜男・木下和夫共訳、東洋経済新報社、1967年（改訳版）
- 『理性的急進主義者の経済政策――混合経済の提言』、渡部経彦訳、岩波書店、1977年
- 『公正な経済』、柴田裕・植松忠博共訳、ダイヤモンド社、1980年

## 参考
- James Meade（英語）